# Naturschutzgebiet Strangen
Koordinaten: 53° 33′ 52,5″ N, 10° 55′ 3,6″ O

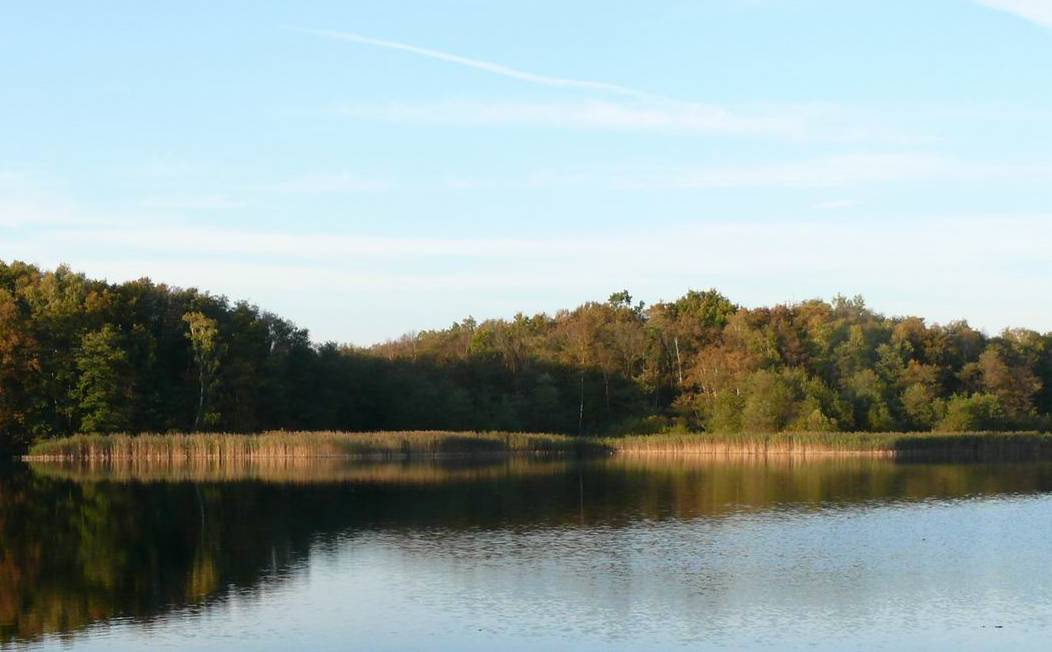
Blick auf das Nordufer des Kirchensees

Das Naturschutzgebiet Strangen ist ein 80 Hektar großes Naturschutzgebiet in Mecklenburg-Vorpommern nördlich von Zarrentin im Biosphärenreservat Schaalsee. Die Unterschutzstellung erfolgte am 15. Mai 1990 mit dem Ziel, ein Seerandmoor und ein buchtenreiches Stillgewässer – den Kirchensee – mit seinen Verlandungszonen zu schützen. Es umfasst den nördlichen Teil des Kirchensees, die Halbinsel Strangen und nördlich anschließende Niederungsbereiche.
Der aktuelle Gebietszustand wird als gut eingeschätzt. Die Flächen konnten sich über Jahrzehnte durch die abgeschiedene Lage an der innerdeutschen Grenze nutzungsfrei entwickeln. Ein Rundwanderweg um den Kirchensee und die Strangenhalbinsel ermöglichen ein Betreten der Flächen.
Das Naturschutzgebiet bildet zusammen mit den Naturschutzgebieten Niendorfer-Bernstorfer Binnensee und Techin, mit dem Mündungsbereich der Schaale in den Schaalsee und den Flächen des Schaalsees die im Gebiet von Mecklenburg-Vorpommern liegen, das FFH-Gebiet Schaalsee (MV).

## Geschichte
Die Flächen des heutigen Schutzgebietes entstanden in der letzten Eiszeit. Sie liegen im Schaalseebecken, das während des Frankfurter Eisvorstoßes ausgeschürft wurde. Der heute neun Meter Kirchensee ist eine ehemalige Bucht des Schaalsees, heute getrennt durch die Halbinsel Strangen und den im Jahr 1911 auf Betreiben eines Zarrentiner Apothekers entstandene Damm. Im Kirchensee fanden sich Reste von Pfahlbauten, die auf eine frühe Besiedlung hinweisen. In neuerer Zeit wurde der Strangen als Hutung genutzt und Torf abgebaut. Weiterhin wurde Kalk zur Herstellung von Brandkalk entnommen. Offene Flächen wurden bis 1896 mit Ziegen beweidet. Im 20. Jahrhundert waren die Flächen zunächst ein beliebtes Ausflugsziel mit einer Gaststätte und Anlegestelle für die Fahrgastschifffahrt. Ab 1961 lagen die Flächen im Sperrgebiet der innerdeutschen Grenze. Erst im Jahr 1994 wurden die letzten Minen geräumt.

## Pflanzen- und Tierwelt
Auf den abgetorften Niedermoorflächen finden sich heute Bruchwälder mit Erle, Esche und Birke. Untersetzt sind diese mit Pfeifengras, Seggen, Schilf, Binsenschneide, Glockenheide, Trunkelbeere und vereinzelt Torfmoos. Die Flächen sind ein wertvolles Brutgebiet für zahlreiche Vogelarten, darunter Zwerg-, Rothals- und Haubentaucher, Gänsesäger, Rohrdommel, Kranich, Wasserralle, Eisvogel, Drosselrohrsänger, Pirol, Neuntöter und zahlreiche Enten. Im Gebiet lebt der Fischotter sowie zahlreiche Reptilien und Amphibien wie Kreuzotter, Ringelnatter und Laubfrosch. Insgesamt 41 Käferarten wurden nachgewiesen sowie zahlreiche Libellenarten.